# Lionel Cappone
Lionel Cappone (Marignane, 8 febbraio 1979) è un ex calciatore francese, di ruolo portiere.

## Palmarès

### Club

#### Competizioni nazionali
- Championnat National: 1

Besançon: 2002-2003